# Liste der Kulturdenkmale in Seeth
In der Liste der Kulturdenkmale in Seeth sind alle Kulturdenkmale der schleswig-holsteinischen Gemeinde Seeth im Kreis Nordfriesland aufgelistet (Stand: 10. März 2025).

## Legende
In den Spalten befinden sich folgende Informationen:
- Objekt-ID: die Nummer des Kulturdenkmales
- Lage: die Adresse des Kulturdenkmales und die geographischen Koordinaten. Kartenansicht, um Koordinaten zu setzen. In der Kartenansicht sind Kulturdenkmale ohne Koordinaten mit einem roten Marker dargestellt und können in der Karte gesetzt werden. Kulturdenkmale ohne Bild sind mit einem blauen Marker gekennzeichnet, Kulturdenkmale mit Bild mit einem grünen Marker.
- Offizielle Bezeichnung: Bezeichnung des Kulturdenkmales
- Beschreibung: die Beschreibung des Kulturdenkmales
- Bild: ein Bild des Kulturdenkmales

## Bauliche Anlagen
| Objekt-ID      | Lage                                         | Offizielle Bezeichnung                    | Beschreibung | Bild            |
| -------------- | -------------------------------------------- | ----------------------------------------- | --- | --------------- |
| 2420 Wikidata  | Fohlenweg 2a (54° 21′ 59″ N, 9° 9′ 42″ O)    | Fachhallenhaus                            | Alteintragung (Aktualisierung vorgesehen) - Begründung: Alteintragung (Aktualisierung vorgesehen) - Schutzumfang: Alteintragung (Aktualisierung vorgesehen) - Denkmaltyp: Bauliche Anlage | Fotos hochladen |
| 6122           | Fohlenweg 2 (54° 21′ 58″ N, 9° 9′ 43″ O)     | Fachhallenhaus                            | Fachhallenhaus; wohl 1865; eingeschossiger Backsteinbau unter reetgedecktem Walmdach mit längsaufgeschlossenem Wirtschaftsteil und winkelförmig angefügtem Stallanbau, östliche Groot Dör - Begründung: geschichtlich, Kulturlandschaft prägend - Schutzumfang: Fachhallenhaus, Hofpflaster - Denkmaltyp: Bauliche Anlage | BW              |
| 1459 Wikidata  | Fohlenweg 6 (54° 22′ 0″ N, 9° 9′ 45″ O)      | Ehemaliger Bauernhaus Rudolf              | Alteintragung (Aktualisierung vorgesehen) - Begründung: Alteintragung (Aktualisierung vorgesehen) - Schutzumfang: Alteintragung (Aktualisierung vorgesehen) - Denkmaltyp: Bauliche Anlage | Fotos hochladen |
| 2080 Wikidata  | Hauptstraße 7 (54° 21′ 55″ N, 9° 9′ 42″ O)   | Fachhallenhaus                            | Alteintragung (Aktualisierung vorgesehen) - Begründung: Alteintragung (Aktualisierung vorgesehen) - Schutzumfang: Alteintragung (Aktualisierung vorgesehen) - Denkmaltyp: Bauliche Anlage | Fotos hochladen |
| 42802          | Hauptstraße 12 (54° 21′ 57″ N, 9° 9′ 46″ O)  | Dorfkrug                                  | Dorfkrug; 19. Jh.; eingeschossiger, traufständiger Backsteinbau unter reetgedecktem Walmdach mit Zwerchgiebel, westlich giebelständiger Saalanbau von 1900 unter Satteldach; ehem. Viehwaage mit Rampe - Begründung: geschichtlich, städtebaulich, Kulturlandschaft prägend - Schutzumfang: Dorfkrug, Viehwaage mit Rampe - Denkmaltyp: Bauliche Anlage | BW              |
| 2082 Wikidata  | Hauptstraße 14 (54° 21′ 58″ N, 9° 9′ 48″ O)  | Fachhallenhaus                            | Alteintragung (Aktualisierung vorgesehen) - Begründung: Alteintragung (Aktualisierung vorgesehen) - Schutzumfang: Alteintragung (Aktualisierung vorgesehen) - Denkmaltyp: Bauliche Anlage | Fotos hochladen |
| 3783 Wikidata  | Hauptstraße 23 (54° 21′ 58″ N, 9° 10′ 3″ O)  | Haubarg                                   | Der Seether Haubarg (Jacobshaus) wurde 1825 mit fast quadratischem Grundriss erbaut. Das rote Ziegelmauerwerk ist im Kreuzverband ausgeführt und weist an den Giebeln als Besonderheit diagonal verbaute Steine auf, die bis zum Ortgang reichen und das sog. Sägezahnmuster ergeben. Alteintragung (Aktualisierung vorgesehen) - Begründung: geschichtlich, städtebaulich - Schutzumfang: Alteintragung (Aktualisierung vorgesehen) - Denkmaltyp: Bauliche Anlage | Fotos hochladen |
| 42601          | Hauptstraße 24 (54° 22′ 0″ N, 9° 10′ 2″ O)   | Wohn- und Wirtschaftsgebäude              | Wohn- und Wirtschaftsgebäude; 2. H. 19. Jh.; eingeschossiger, winkelförmiger Backsteinbau unter reetgedecktem Schopfwalmdach, Wirtschaftstrakt in Ost-Westausrichtung mit Lootor nach Osten, Wohnteil als Flügel nach Süden - Begründung: geschichtlich, städtebaulich, Kulturlandschaft prägend - Schutzumfang: gesamtes Objekt - Denkmaltyp: Bauliche Anlage | BW              |
| 42602          | Hauptstraße 25 (54° 21′ 57″ N, 9° 10′ 4″ O)  | Wohnhaus                                  | Wohnhaus; um 1900; eingeschossiger, giebelständiger Backsteinbau mit Drempel unter flachem Satteldach, Mauerwerk durch geputzte Flächen und Backsteinzierfriese belebt, segmentbogenförmige Fenster- und Türöffnungen - Begründung: geschichtlich, städtebaulich - Schutzumfang: gesamtes Objekt - Denkmaltyp: Bauliche Anlage | BW              |
| 6125 Wikidata  | Hauptstraße 32 (54° 21′ 56″ N, 9° 10′ 9″ O)  | Jütisches Querdielenhaus, Geesthardenhaus | Wohn- und Wirtschaftsgebäude; Mitte 19. Jh.; freistehender eingeschossiger Walmdachbau in Ecklage, mit Backengiebel und Loo, Backsteinfassade mit reduzierter Gliederung, im Inneren bauzeitliches Zubehör - Begründung: geschichtlich, städtebaulich - Schutzumfang: gesamtes Objekt - Denkmaltyp: Bauliche Anlage | Fotos hochladen |
| 3784 Wikidata  | Hauptstraße 33 (54° 21′ 55″ N, 9° 10′ 7″ O)  | Bauernhaus                                | ehem. Wohn- und Wirtschaftsgebäude, 1872 oder 1892, ortsbildprägendes, eingeschossiges, quergeteiltes Traufenhaus in Ziegelsichtmauerwerk mit Reet gedecktem Walmdach und einseitigem Halbwalm, eingeschossigem Zwerchhaus und Querflügel und Schmuckportalen, sog. Geesthardenhaus - Begründung: geschichtlich, städtebaulich, Kulturlandschaft prägend - Schutzumfang: gesamtes Äußeres, - Denkmaltyp: Bauliche Anlage                                           | Fotos hochladen |
| 1460 Wikidata  | Hauptstraße 35 (54° 21′ 54″ N, 9° 10′ 8″ O)  | Fachhallenhaus                            | Alteintragung (Aktualisierung vorgesehen) - Begründung: Alteintragung (Aktualisierung vorgesehen) - Schutzumfang: Alteintragung (Aktualisierung vorgesehen) - Denkmaltyp: Bauliche Anlage | Fotos hochladen |
| 10737 Wikidata | Hauptstraße 46 (54° 21′ 54″ N, 9° 10′ 16″ O) | Wohn- und Wirtschaftsgebäude              | Alteintragung (Aktualisierung vorgesehen) - Begründung: geschichtlich, wissenschaftlich, städtebaulich, Kulturlandschaft prägend - Schutzumfang: gesamtes Objekt - Denkmaltyp: Bauliche Anlage | Fotos hochladen |
| 3484 Wikidata  | Hauptstraße 48 (54° 21′ 53″ N, 9° 10′ 17″ O) | Geesthardenhaus                           | Alteintragung (Aktualisierung vorgesehen) - Begründung: geschichtlich, städtebaulich - Schutzumfang: gesamtes Objekt - Denkmaltyp: Bauliche Anlage | Fotos hochladen |
| 6124           | Norderstraße 2 (54° 22′ 1″ N, 9° 9′ 58″ O)   | Wohnhaus                                  | Wohnhaus; 2. H. 19. Jh.; eingeschossiger, langgestreckter Backsteinbau unter reetgedecktem Schopfwalmdach, nach Süden Zwerchhaus unter schiefergedecktem Satteldach, segmentbogenförmige Fenster- und Türöffnungen - Begründung: geschichtlich, städtebaulich, Kulturlandschaft prägend - Schutzumfang: gesamtes Objekt - Denkmaltyp: Bauliche Anlage | BW              |
| 7988 Wikidata  | Norderstraße 4 (54° 22′ 2″ N, 9° 10′ 0″ O)   | Fachhallenhaus                            | Alteintragung (Aktualisierung vorgesehen) - Begründung: geschichtlich - Schutzumfang: gesamtes Objekt - Denkmaltyp: Bauliche Anlage | BW              |
| 124 Wikidata   | Norderstraße 8 (54° 22′ 4″ N, 9° 10′ 0″ O)   | Fachhallenhaus (ehem. Haus Carl)          | Alteintragung (Aktualisierung vorgesehen) - Begründung: Alteintragung (Aktualisierung vorgesehen) - Schutzumfang: Alteintragung (Aktualisierung vorgesehen) - Denkmaltyp: Bauliche Anlage | Fotos hochladen |
| 28110          | Schmiedeweg 3 (54° 21′ 54″ N, 9° 9′ 42″ O)   | Alte Schmiede                             | Alte Schmiede; wohl letztes Viertel 19. Jh.; langgestreckter, eingeschossiger, hell geschlämmter Backsteinbau, traufständig unter flachgeneigtem Satteldach mit Drempel und Zwerchhaus, Wohnräume sowie ehem. Wirtschaftsräume mit rundbogigen Eisengitterfenstern und großer Wageneinfahrt gut ablesbar - Begründung: geschichtlich, städtebaulich, technisch, Kulturlandschaft prägend - Schutzumfang: gesamtes Objekt - Denkmaltyp: Bauliche Anlage             | BW              |
| 6117 Wikidata  | Schulring 1 (54° 21′ 55″ N, 9° 9′ 52″ O)     | Querdielenhaus                            | Querdielenhaus; um 1883; eingeschossiger, langgestreckter Gelbsteinbau unter reetgedecktem Walmdach, nördlicher Wohnteil mit Zwerchhaus über dem Eingang, südlicher Wirtschaftsteil mit Lootor und gusseisernen Stallfenster; Nebengebäude und Hofpflasterung - Begründung: geschichtlich, Kulturlandschaft prägend - Schutzumfang: Querdielenhaus, Nebengebäude, Hofpflasterung - Denkmaltyp: Bauliche Anlage                                                     | Fotos hochladen |
| 6127 Wikidata  | Schulring 6 (54° 21′ 55″ N, 9° 9′ 57″ O)     | Bauernhaus                                | Alteintragung (Aktualisierung vorgesehen) - Begründung: geschichtlich - Schutzumfang: gesamtes Objekt - Denkmaltyp: Bauliche Anlage | BW              |
| 3785 Wikidata  | Schulring 22 (54° 21′ 53″ N, 9° 9′ 52″ O)    | Fachhallenhaus Pape                       | Alteintragung (Aktualisierung vorgesehen) - Begründung: Alteintragung (Aktualisierung vorgesehen) - Schutzumfang: Alteintragung (Aktualisierung vorgesehen) - Denkmaltyp: Bauliche Anlage | BW              |

## Quelle
- Liste der Kulturdenkmale in Schleswig-Holstein – Kreis Nordfriesland (PDF)